# Gammel Sogn
 Ikke at forveksle med Gammelsogn, et tidligere sogn ved Grenaa i Århus Stift
Gammel Sogn er et sogn i Ringkøbing Provsti (Ribe Stift).
I 1800-tallet var Gammel Sogn anneks til Ny Sogn. Begge sogne hørte til Hind Herred i Ringkøbing Amt. Ny Sogn-Gammel Sogn sognekommune blev ved kommunalreformen i 1970 indlemmet i Holmsland Kommune, der ved strukturreformen i 2007 indgik i Ringkøbing-Skjern Kommune.
I Gammel Sogn ligger Gammel Sogn Kirke.
I sognet findes følgende autoriserede stednavne:
- Bollerup (bebyggelse)
- Bøndergårde (bebyggelse)
- Esbogårde (bebyggelse)
- Gammelsogn (bebyggelse)
- Harbogårde (bebyggelse)
- Ledgårde (bebyggelse)
- Mogensgårde (bebyggelse)
- Strandgård (bebyggelse)